# Gustav Runge

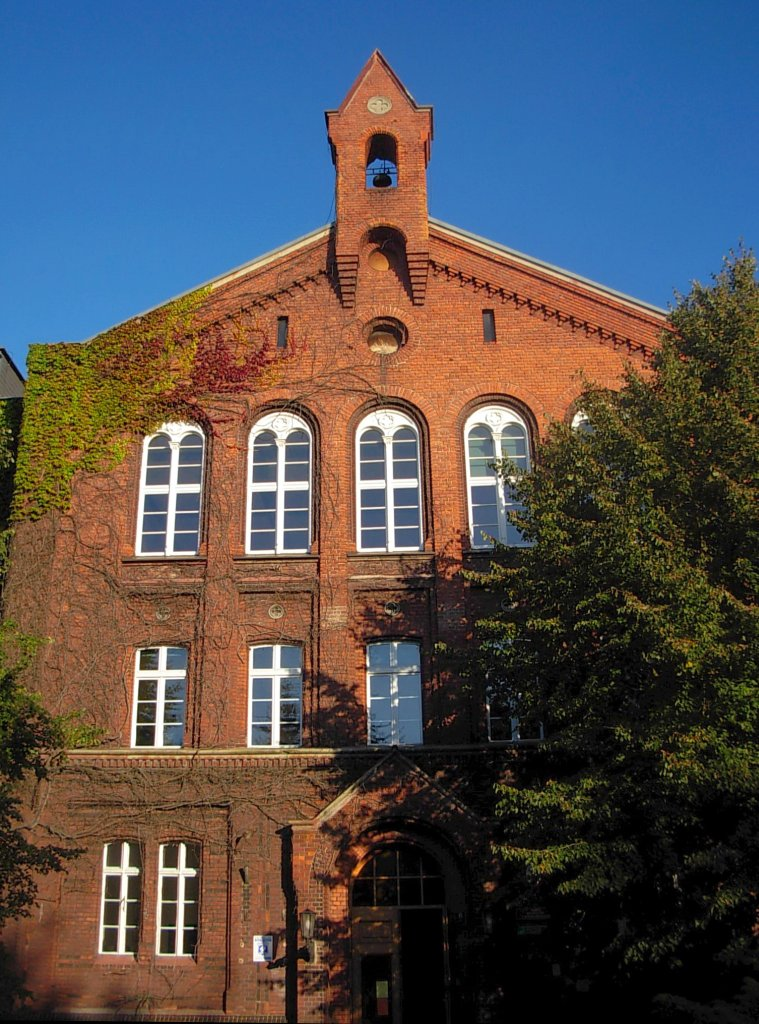
Siedziba Ewangelickiego Seminarium Nauczycielskiego w Bydgoszczy (1820–1922), do którego rozwoju przyczynił się Gustav Runge (budynek na zdjęciu wzniesiono w 1872 r.)

Gustav Wilhelm Runge (ur. w 1789, zm. w 1885) – radca szkolny bydgoskiej Regencji w latach 1827–1865, Honorowy Obywatel Bydgoszczy.

## Życiorys
Urodził się 21 grudnia 1789 r. w Brandenburgu nad Hawelą. Po ukończeniu seminarium nauczycielskiego odbył studia w zakresie teologii. Przerwał je roczny pobyt na frontach kampanii napoleońskiej. W okresie od kwietnia 1813 r. do sierpnia 1814 r. służył w 4 Wschodniopruskim Regimencie Piechoty, który opuścił w stopniu podporucznika.
W latach 1814–1816 pracował jako nauczyciel domowy u von Bassewitza – prezydenta Regencji w Poczdamie. W tym czasie zdał przewidziane egzaminy teologiczne i otrzymał stypendium ufundowane przez króla. Następnie odbył podróż naukową po Niemczech i Szwajcarii poznając organizację i funkcjonowanie szkolnictwa pedagogicznego. Zdobyte doświadczenie wykorzystał później w pracy zawodowej.
W 1817 r. decyzją ministra został skierowany do pracy w szkolnictwie, otrzymując etat nauczyciela w ewangelickim seminarium nauczycielskim w Poczdamie. Od 1824 r. został służbowo przeniesiony do Koszalina, gdzie powierzono mu stanowisko dyrektora tamtejszego ewangelickiego seminarium nauczycielskiego. 13 lutego 1827 r. otrzymał tytuł radcy szkolnego.
Od 15 października 1827 r. został zatrudniony jako radca szkolny w Królewskiej Regencji w Bydgoszczy. Stanowisko to objął po dr Heinrichu Reichelmie, zasłużonym dla organizacji szkolnictwa w bydgoskim okręgu regencyjnym. Początkowo zajmował się nadzorem nad całym szkolnictwem na terenie regencji, bez względu na jego wyznaniowy charakter. Potem szkolnictwo katolickie zostało wyłączone z jego kompetencji. Zasadniczą jego działalnością było tworzenie sieci nowoczesnych ewangelickich placówek szkolnych na podległym mu terenie okręgu bydgoskiego. Wysiłek skoncentrował zwłaszcza na rozdzieleniu szkolnictwa zależnie od ich charakteru wyznaniowego. Wiele uwagi poświęcił egzekwowaniu przymusu szkolnego w przypadku szkół elementarnych, zaopatrzeniu szkół w programy nauczania, plany lekcyjne itp. Do jego obwowiązków należało wizytowanie podległych placówek, udzielanie pomocy merytorycznej, przydzielanie środków finansowych, dbałość o ich budżety, nadzór nad budownictwem placówek oświatowych.
Gustav Runge miał istotne zasługi w organizacji ewangelickiego seminarium nauczycielskiego w Bydgoszczy, sprawując nad nim nadzór z ramienia Prowincjonalnego Kolegium Szkolnego w Poznaniu.
Patronował rozwojowi szkoły zapewniając przychylność władz szkolnych i środki na jej utrzymanie oraz utrzymując życzliwą współpracę z dyrektorem seminarium Franzem Grützmacherem. Funkcję stałego komisarza wykonywał także w stosunku do bydgoskiego Królewskiego Gimnazjum, gdzie zgodnie współpracował z dyrektorem J. H. Deinhardtem
Oprócz działalności urzędniczej był także autorem licznych artykułów poświęconych zagadnieniom szkolnictwa m.in. Das Volkschulwesen im Regierungsbezirk Bromberg opublikowanego na łamach Dziennika Urzędowego bydgoskiej Regencji i Mitteilungen über das Schulwesen im Regierung-Bezirk Bromberg, zamieszczonego w Encyklopädie des gesamten Erziehungs-und Schulwesens K. A. Schmidta. 
W 1851 r. w uznaniu zasług dla rozwoju szkolnictwa uhonorowano go tytułem tajnego radcy regencyjnego. Zawodowo czynny pozostał do 1 kwietnia 1865, kiedy przeszedł na emeryturę. Z bydgoską Regencją pozostał związany godnością honorowego członka kolegium regencyjnego.
W październiku 1869 r., po 42 latach pobytu w Bydgoszczy przeniósł się do Poczdamu, gdzie zmarł 17 czerwca 1885 r. Został odznaczony Orderem Czerwonego Orła III klasy ze wstęgą i Orderem Czerwonego Orła II klasy z liśćmi dębu (1865).
Był żonaty z Julie Wilhelmine Constancią z domu Spitzner. Ich dziećmi byli: urodzeni w Koszalinie: Carl Gustav Wilhelm (1825), Gustave Wilhelmine Adelheid (1827) oraz urodzeni w Bydgoszczy: Julie Gustave Wilhelmine (1830), Marie Gustave Wilhelmine (1831) i Hedwig Gustave Wilhelmine (1836).

## Honorowy Obywatel Bydgoszczy
20 kwietnia 1865 r. rada miejska Bydgoszczy na wniosek magistratu podjęła uchwałę o nadaniu mu godności Honorowego Obywatela Bydgoszczy. Właściwa uroczystość i wręczenie okolicznościowego dyplomu miało miejsce 24 kwietnia 1865 r. Wyróżnienie to wręczono mu przy okazji jego odejścia ze służby państwowej w stan spoczynku.